# Пахнешти (Васлуј)
Пахнешти (рум. Pâhnești) насеље је у Румунији у округу Васлуј у општини Арсура. Oпштина се налази на надморској висини од 132 m.

## Становништво
Према подацима из 2002. године у насељу је живело 540 становника, од којих су сви румунске националности.